# Condado de Perry (Pensilvânia)
O Condado de Perry é um dos 67 condados do Estado americano da Pensilvânia. A sede do condado é New Bloomfield, e sua maior cidade é New Bloomfield. O condado possui uma área de 1 439 km²(dos quais 6 km² estão cobertos por água), uma população de 43 602 habitantes, e uma densidade populacional de 30 hab/km² (segundo o censo nacional de 2000). O condado foi fundado em 22 de março de 1820.